# Atletismo nos Jogos Pan-Americanos de 1991 - Salto em distância feminino
A prova do salto em distância feminino nos Jogos Pan-Americanos de 1991 foi realizada em Havana, Cuba.

## Medalhistas
| Ouro                      | Prata                      | Bronze                          |
| Diane Guthrie JAM Jamaica | Eloína Echevarría CUB Cuba | Julie Bright USA Estados Unidos |

### Final
| Posição           | Nome              | Nacionalidade                | Marca | Notas |
| ----------------- | ----------------- | ---------------------------- | ----- | ----- |
| Medalha de ouro   | Diane Guthrie     | JAM Jamaica                  | 6.64  |       |
| Medalha de prata  | Eloína Echevarría | CUB Cuba                     | 6.60  |       |
| Medalha de bronze | Julie Bright      | USA Estados Unidos           | 6.53  |       |
| 4                 | Flora Hyacinth    | ISV Ilhas Virgens Americanas | 6.43  |       |
| 5                 | Andrea Ávila      | ARG Argentina                | 6.32  |       |
| 6                 | Euphemia Huggins  | TRI Trinidad e Tobago        | 6.25  |       |
| 7                 | Dionne Rose       | JAM Jamaica                  | 6.24  |       |
| 8                 | Gwen Loud         | USA Estados Unidos           | 6.23  |       |